# The Miseducation of Lauryn Hill
The Miseducation of Lauryn Hill este albumul de debut solo al cântăreței și rapperiței americane Lauryn Hill. A fost lansat la 25 august 1998, de către Ruffhouse Records și Columbia Records. The Miseducation of Lauryn Hill este un album de neo-soul și R&B, cu câteva piese bazate pe hip hop și reggae. Versurile sale abordează sarcina lui Hill, și tulburările din cadrul fostului ei grup, The Fugees, alături de teme legate de dragoste și Dumnezeu. Titlul albumului a fost inspirat de romanul autobiografic The Education of Sonny Carson, și de cartea lui Carter G. Woodson, The Mis-Education of the Negro.
The Miseducation of Lauryn Hill s-a numărat printre cele mai apreciate albume ale anului 1998, majoritatea criticilor lăudând modul în care Hill a prezentat viziunea unei femei asupra vieții și iubirii, precum și gama sa artistică. La cea de-a 41-a ediție a Premiilor Grammy, The Miseducation of Lauryn Hill a obținut zece nominalizări, și a câștigat cinci premii, Hill devenind astfel prima femeie care a primit atâtea nominalizări și premii într-o singură seară. Succesul albumului a lansat-o pe Hill ca superstar internațional, și a contribuit la aducerea hip hop-ului și a neo soul-ului în prim-planul muzicii populare.
De la lansare, albumul a fost inclus în numeroase liste cu cele mai bune albume, iar o serie de critici l-au considerat unul dintre cele mai bune albume ale anilor 1990, precum și unul dintre cele mai bune albume din toate timpurile. Printre distincțiile sale se numără includerea în lista celor mai bune 500 de albume din toate timpurile a revistei Rolling Stone, în Loeb Music Library a Universității Harvard, în Muzeul Național Smithsonian de istorie afro-americană, în lista celor 200 de albume din Rock and Roll Hall of Fame, și în National Recording Registry al Bibliotecii Congresului. În 2021, albumul a fost certificat Diamond de către Recording Industry Association of America, pentru vânzări estimate la 10 milioane de exemplare în SUA, ceea ce a făcut-o pe Hill prima femeie rapper care a realizat această performanță. La nivel mondial, albumul s-a vândut în peste 20 de milioane de exemplare, fiind unul dintre cele mai bine vândute albume din toate timpurile, cel mai bine vândut album al unei femei rapper, și cel mai bine vândut album neo-soul din toate timpurile. Rămâne singurul album de studio al lui Hill.

## Compunere
Hill a început să înregistreze The Miseducation la sfârșitul anului 1997, la Chung King Studios din New York City, și l-a finalizat în iunie 1998 la Tuff Gong Studios din Kingston, Jamaica. Într-un interviu, Hill a descris prima zi de înregistrări, declarând: „În prima zi în studio am comandat toate instrumentele de care m-am îndrăgostit vreodată: harpe, corzi, timpane, orgi, clarinete. A fost ideea mea să înregistrez astfel încât atingerea umană să fie perceptibilă. Nu am vrut să fie prea perfect din punct de vedere tehnic”.
The Miseducation of Lauryn Hill este considerat un album neo soul, conform lui Christopher John Farley de la Time și scriitorului de la Rhapsody, Mosi Reeves; revista Complex se referă la el mai general ca fiind R&B. Muzica sa încorporează stiluri precum soul, hip hop și reggae, cu unele cântece bazate pe hip hop soul, conform Encyclopedia of African American Music (2010). „When It Hurts So Bad” este din punct de vedere muzical reggae old roots amestecat cu soul. Deși în mare parte în limba engleză, „Forgive Them Father” și „Lost Ones” prezintă cântece în patois, care este dialectul comun în Jamaica. Deși puternic R&B, piesa „Superstar” conține o interpolare a cântecului rock „Light My Fire” al trupei The Doors. Hill a declarat că „nu a vrut să iasă cu un sunet de tip [Fugees]”, ci să creeze „ceva care să fie în mod unic și foarte clar un album Lauryn Hill”. De asemenea, a spus că nu a intenționat ca sunetul albumului să fie atractiv din punct de vedere comercial: „Există prea multă presiune pentru a avea hituri în zilele noastre. Artiștii se uită la Billboard în loc să se exploreze pe ei înșiși. Uitați-vă la cineva ca Aretha, ea nu a avut succes cu primul ei album, dar a reușit să crească și să se regăsească. Eu am vrut să fac muzică sinceră. Nu-mi place ca lucrurile să fie prea perfecte sau prea lustruite. Poate că oamenii mă critică pentru asta, dar eu am crescut ascultându-i pe Al Green și Sam Cooke. Când atingeau o notă înaltă, chiar o simțeai”.
O mare parte din versurile lui Hill se referă la maternitate, The Fugees, amintiri, dragoste, suferință și Dumnezeu. Multe dintre cântecele albumului, cum ar fi „Lost Ones”, „Superstar”, „Ex-Factor” și „Forgive Them Father” au fost speculate pe scară largă ca fiind atacuri directe la adresa membrilor Fugees, Wyclef Jean și Pras. „Ex-Factor” a fost inițial destinată unui alt artist, însă Hill a decis să o păstreze după ce a fost finalizată, datorită conținutului său personal. Deși o mare parte din cântecele de dragoste de pe album se vor dovedi a fi regrete din relația anterioară a lui Hill, „Nothing Even Matters”, un duet interpretat de Hill și cântărețul D'Angelo, a prezentat o perspectivă mai luminoasă și mai intimă asupra subiectului. Melodia a fost inspirată de relația lui Hill cu Rohan Marley. Vorbind despre versurile „Nothing Even Matters”, Hill a remarcat: „Am vrut să compun un cântec de dragoste, á la Roberta Flack & Donny Hathaway, și să le ofer oamenilor o abordare umanistă a iubirii, fără toată fizicalitatea și sexualitatea evidentă”.
„To Zion”, una dintre cele mai introspective piese de pe album, vorbește despre cum familia lui Hill este mai presus de carieră, și despre decizia ei de a avea primul copil, chiar dacă mulți la vremea respectivă au încurajat-o să avorteze, pentru a nu intra în conflict cu cariera ei în plină expansiune.

## Recepție
The Miseducation of Lauryn Hill a fost întâmpinat cu aprecieri critice pe scară largă; potrivit jurnalistului Geoff Boucher de la Los Angeles Times, acesta a fost cel mai apreciat album al anului 1998. Criticii au lăudat frecvent prezentarea unei viziuni feminine asupra vieții și iubirii din partea lui Hill. Eric Weisbard, de la Spin, a numit-o „o împreunare de genuri muzicale”, ale cărei cântece și versuri de rap erau echilibrate de teme și sentimente vulnerabile. În The New York Times, Ann Powers a considerat „miraculos” și „excepțional” faptul că Hill și-a folosit „credința, bazată mai mult pe experiență și sentimente decât pe doctrină”, ca mijloc de a conecta „sacrul cu secularul într-o muzică ce atinge esența sufletului”.
Într-o recenzie mai puțin entuziastă, Dom Phillips de la revista Q a considerat că singurul defect al muzicii a fost „lipsa unei melodii memorabile” pe unele cântece care nu foloseau mostre interesante, în timp ce John Mulvey de la NME a obiectat în legătură cu ceea ce el a considerat a fi scenete redundante, și „înclinația” lui Hill spre histrionism și declarații despre „cât de genial este Dumnezeu” pe un album de altfel „esențial”. Neil Lieberman de la Pitchfork a considerat că unele dintre balade sunt plictisitoare, iar melodiile, „de doi bani”. Citând „Lost Ones” și „Superstar” ca fiind cele mai importante, editorul muzical al The Village Voice, Robert Christgau, a considerat că este „discul politically correct al anului”, având o producție excepțional de discretă și un rap abil, dar și versuri incoerente, cântat mediu și scenete redundante.
Hill a fost nominalizată de zece ori la Premiile Grammy 1999, devenind astfel prima femeie care a fost nominalizată de atâtea ori într-un singur an. A câștigat cinci premii Grammy, inclusiv la categoriile Cel mai bun artist debutant, Cel mai bun cântec R&B, Cea mai bună interpretare vocală feminină R&B și Cel mai bun album R&B. The Miseducation of Lauryn Hill a câștigat, de asemenea, Premiul Grammy pentru albumul anului, devenind astfel primul album hip hop care a primit vreodată acest premiu. Hill a stabilit un nou record în industrie, devenind, de asemenea, prima femeie care a câștigat cinci premii Grammy într-o singură seară. Hill a fost marea câștigătoare a serii la MTV Video Music Awards 1999, luând acasă patru Moonmen, inclusiv cel mai bun videoclip feminin și videoclipul anului, pentru videoclipul single-ului său, „Doo Wop (That Thing)”, devenind primul videoclip hip hop care a câștigat acest premiu.

## Conținut
Toate melodiile sunt scrise și compuse de Lauryn Hill. „Lost Ones” și „To Zion” au fost co-produse de Che Pope, iar „Lost Ones” a fost co-produs de Vada Nobles. 
| The Miseducation of Lauryn Hill |                                                |         |  |
| Nr.                             | Titlu                                          | Lungime |  |
| 1.                              | „Intro”                                        | 0:47    |  |
| 2.                              | „Lost Ones”                                    | 5:33    |  |
| 3.                              | „Ex-Factor”                                    | 5:26    |  |
| 4.                              | „To Zion” (featuring Carlos Santana)           | 6:08    |  |
| 5.                              | „Doo Wop (That Thing)”                         | 5:19    |  |
| 6.                              | „Superstar”                                    | 4:56    |  |
| 7.                              | „Final Hour”                                   | 4:15    |  |
| 8.                              | „When It Hurts So Bad”                         | 5:42    |  |
| 9.                              | „I Used to Love Him” (featuring Mary J. Blige) | 5:39    |  |
| 10.                             | „Forgive Them Father”                          | 5:15    |  |
| 11.                             | „Every Ghetto, Every City”                     | 5:14    |  |
| 12.                             | „Nothing Even Matters” (featuring D'Angelo)    | 5:49    |  |
| 13.                             | „Everything Is Everything”                     | 4:58    |  |
| 14.                             | „The Miseducation of Lauryn Hill”              | 4:17    |  |
| 15.                             | „Can't Take My Eyes Off You”                   | 3:41    |  |
| 16.                             | „Tell Him”                                     | 4:38    |  |
| Lungime totală:                 | Lungime totală:                                | 77:37   |  |